# MY Bob Barker
Le MY Bob Barker est un navire utilisé par Sea Shepherd, C'est un navire qui est utilisé pour la défense des animaux marins.
C'est aussi un navire brise-glace.
Il porte le nom d'un donateur principal : Bob Barker.

## Histoire
Le MY Bob Barker a été construit en Norvège en 1950 sous le nom de Pol XIV. C'était un baleinier puis il a été affrété à la garde côtière norvégienne il se nommait alors Volstad Jr il a été supprimé du registre des navires norvégiens en 2004 et vendu à un affréteur des Îles Cook puis la Sea Shepherd Conservation Society Fondée par Paul Watson en 1977, l'a racheté en tant que navire de défense des animaux marins et a effectué des réparations importantes, il a pu être préparé à temps pour sa première opération l'opération Waltzing Matilda (2009-2010).
Depuis il a effectué une dizaine de campagnes avec Sea Shepherd. Sa dernière campagne africaine a lieu à l’été 2021. Le navire, qui rejoint ensuite Lisbonne, doit bénéficier d’un nouvel arrêt technique pour poursuivre sa carrière mais, finalement, Sea Shepherd abandonne cette rénovation. Ce qui met fin à la longue carrière de l’ancien baleinier, âgé de 72 ans.
Ce navire est très pratique pour la poursuite des baleiniers japonais étant donné qu'il a la possibilité de les suivre même dans la glace contrairement au Steve Irwin et au Brigitte Bardot.
Le 12 Novembre 2022, le Bob Barker a été envoyé en Turquie pour démantèlement après que Paul Watson a été évincé de Sea Shepherd.